# Maribel Toledo-Ocampo
Maribel Toledo-Ocampo Aguayo (Lima, 22 de diciembre de 1976) es una periodista peruana.

## Biografía
Estudió Ciencias de la Comunicación en la Universidad de Lima, donde obtuvo el grado de bachiller. Y se especializó en Periodismo Escrito. 
En 1999, junto a otro grupo de periodistas, fundó Canal N, para el que fue redactora jefa y luego reportera.[cita requerida]
En 2002, fue reportera del programa Cuarto poder, de América Televisión, en donde se hizo conocida. Realizó diversas entrevistas a políticos peruanos, así como reportajes desde el exterior.
En el 2009, pasa a las filas de ATV, en el programa Día D. En el 2011, Panamericana Televisión la contrata para conducir Buenos días, Perú. En mayo del 2011, regresó a Día D. A la par, empezó a conducir el programa de reportajes Hora 9, los domingos por la mañana, también por la señal de ATV.
En 2013, está a cargo del reality-documental El coro de la cárcel, por América Televisión, como narradora.
En 2014, fundó TOC Asociados, empresa de comunicación estratégica y gestión de crisis, ganadora de varios premios Effie y Anda. Y reconocida, en el 2020, dentro de las diez mejores empresas consultoras de comunicación del país, por la francesa Leader´s League. 
En el 2019, Maribel fue reconocida con el premio Women Marketeers, en la categoría relaciones públicas.

## Trabajos
- Cuarto poder (2002-2009)
- Día D (2009-2011)
- Buenos días, Perú (2011)
- Hora 9 (2011-2012)
- El coro de la cárcel (2013)